# Chiến dịch Popeye
Chiến dịch Popeye là một kế hoạch bí mật của Không quân Mỹ trong Chiến tranh Việt Nam, được áp dụng ở Việt Nam từ năm 1966 và ở Hạ Lào từ năm 1969 nhằm ngăn chặn khả năng chi viện của Quân đội Nhân dân Việt Nam cho chiến trường miền Nam thông qua đường mòn Hồ Chí Minh. Với mục đích "biến mùa khô thành mùa mưa", trong chiến dịch này các máy bay thực hiện việc phun vào bầu trời khu vực Trường Sơn những đám mây nitrate bạc để tạo ra mưa lớn giữa mùa khô, làm cho mọi tuyến đường đều vô dụng.
Việc mùa mưa kéo dài khiến các tuyến đường trở nên lầy lội, các khe suối luôn đầy lũ dữ khiến hoạt động vận chuyển hàng hóa từ miền Bắc vào miền Nam trở nên khó khăn hơn, mất nhiều thời gian hơn và tốn kém hơn. Chiến dịch Popeye làm thay đổi thời tiết trên đường mòn Hồ Chí Minh đã đạt được những thành công nhất định.